# Paul Arnold (rugby à XV)
Pour les articles homonymes, voir Paul Arnold et Arnold.
Pas d'image ? Cliquez ici

a Compétitions nationales et continentales officielles uniquement.

b Matchs officiels uniquement.
Paul Arnold, né le 28 avril 1968 à Morriston, est un joueur gallois de rugby à XV qui évolue au poste de deuxième ligne. 

## Biographie
Paul Arnold débute avec l'Équipe du pays de Galles de rugby à XV contre la Namibie le 2 juin 1990, et il atteint 16 sélections : participations aux Tournois des Cinq Nations 1991, 1993, à la Coupe du monde 1991. En club, il joue avec le Swansea RFC, l'Ebbw Vale RFC, le club de Dunvant et le Carmarthen RFC.

## Statistiques en sélection nationale
- 16 sélections
- 8 points (2 essais)
- sélections par année : 3 en 1990, 7 en 1991, 2 en 1993, 2 en 1994, 1 en 1995, 1 en 1996.